# Rypi Wierch
Rypi Wierch – zalesiony szczyt o wysokości 1003 m n.p.m. w Bieszczadach Zachodnich na granicy ze Słowacją.
Z rzadkich w Polsce gatunków na Rypim Wierchu rośnie ciemiernik czerwonawy. 
Na Rypim Wierchu miała miejsce nie do końca wyjaśniona katastrofa samolotu bojowego w czasie II wojny światowej. 

## Pieszy szlak turystyczny
polski szlak Biała – Grybów
słowacki graniczny  Šipková (995 m n.p.m.) – Rypy (1003 m n.p.m.) – Ruské sedlo – Kruhliak (1101 m n.p.m.) – Kurników Beskid (1037 m n.p.m.)